# You Make Me Wonder
You Make Me Wonder (Udivil jsi mě) je píseň německé skupiny Celebrate the Nun z alba Continuous z roku 1991. Jako singl vyšla píseň v roce 1991.

## Seznam skladeb (Vinyl 7")
1. You Make Me Wonder – (3:40)
2. You Make Me Wonder (Album Version) – (3:52)

## Seznam skladeb (Vinyl 12")
1. You Make Me Wonder (Technotrance: Dept. 47 vs Yanicke) – (5:46)
2. You Make Me Wonder (The Flip-Flap Techno Dub) – (5:16)
3. You Make Me Wonder (Beats 4U Mix) – (4:40)
4. Patience (The Technotic Factory Mix) – (5:23)

## Seznam skladeb (Maxi-Single)
1. You Make Me Wonder (Technotrance: Dept. 47 Vs Yanicke) – (5:46)
2. You Make Me Wonder (Beats 4 U Mix) – (4:40)
3. Patience (The Technotic Factory Mix) – (5:23)
4. You Make Me Wonder (Radio Edit) – (3:40)